# Alan Moore (artista)
Alan Moore (Melbourne, 1 de agosto de 1914 – Ballarat, 24 de setembro de 2015) foi um artista de guerra australiano durante a Segunda Guerra Mundial. É mais conhecido pelas suas imagens do campo de concentração de Bergen-Belsen, e o Memorial de Guerra Australiano contém muitas das suas obras.

## Juventude
Moore nasceu em Melbourne, em 1914. Começou a sua vida de artista com aulas de arte aos 16 anos, mas foi proibido pelo pai de continuar porque os sujeitos eram nus. Aos 18 anos retomou os estudos na National Gallery of Victoria Art School, desta vez concluindo os estudos para obter um diploma. Ele também estudou com J. S. Watkins em Sydney.
Ganhou vários prémios de arte e desenho em Melbourne, incluindo a bolsa Grace Joel em 1942 por uma pintura nua.
A 14 de julho de 1939, Moore casou-se com a sua primeira esposa, Maria.

## Carreira

### Durante a guerra
Moore alistou-se na Real Força Aérea Australiana (RAAF) em 1942, onde foi encarregado de desenhar diagramas de aviões. Um problema com uma perna impediu-o de ser tripulante. No final de 1943, seguindo as recomendações dos artistas William Dargie e Harold Herbert, foi contratado como artista oficial de guerra ligado ao exército e recebeu o posto de tenente.
A primeira colocação de Moore como artista foi com a RAAF na Papua-Nova Guiné no início de 1944. As suas pinturas em aguarela anteriores, feitas na baía Milne e na ilha Goodenough, foram destruídas pelo clima húmido e pela humidade; posteriormente passou a trabalhar com óleos, que eram mais adequados para o ambiente tropical.
Durante o seu tempo na Papua-Nova Guiné, ele voou em vários bombardeios para fazer esboços a partir do ar.
No final da Segunda Guerra Mundial, ele gravou cenas de guerra da Papua-Nova Guiné, Médio Oriente, Itália, Inglaterra e Alemanha.
Em 1945, Moore acompanhou a 11.ª Divisão Blindada britânica quando eles libertaram o campo de concentração de Bergen-Belsen na Alemanha. Ele passou três dias a desenhar e a pintar o estado do campo, os seus prisioneiros e os seus captores, incluindo Fritz Klein. Foi sugerido por um soldado que ninguém acreditaria nos retratos, levando Moore a também fotografar as cenas como prova.

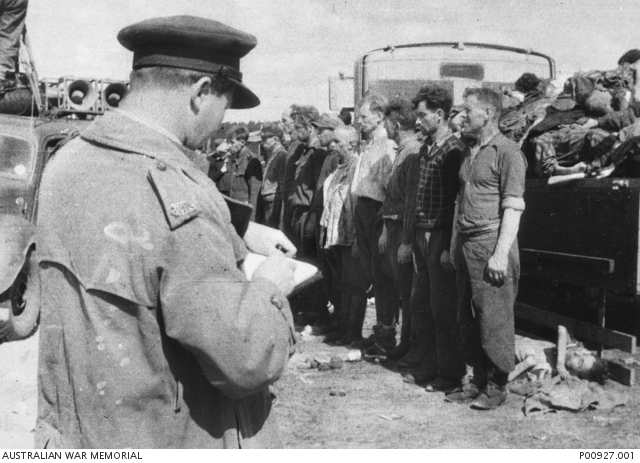
Alan Moore a fazer um desenho de ex-guardas alemães do campo de concentração, a 10 de abril de 1945

### Pós-guerra
Após a guerra, Moore passou alguns anos na Europa. Mais tarde regressou a Melbourne, onde ensinou pintura no Swinburne Technical College dea partir de c. 1963. Moore também pintou imagens dos seus esboços e fotografias de Belsen. Eles foram exibidos comercialmente, mas não houve sucesso nas suas vendas. O Memorial de Guerra Australiano inicialmente rejeitou o material porque não retratava soldados australianos; porém aceitou-os em 1969 quando foram doados por Moore. Em 2013-14 as imagens de Belsen formaram a base de uma exposição de um ano no Memorial de Guerra Australiano em Canberra, que o próprio Moore visitou a convite do Memorial.

## Vida posterior
Moore continuou a pintar no seu estúdio em Avoca até os 95 anos, parado por artrite e problemas de visão. Aproximadamente na mesma época ele mudou-se para uma casa de repouso em Avoca.
Morreu no dia 24 de setembro de 2015, deixando a sua terceira esposa, Alison.